# Antonio Boccacci
Antonio Boccacci ist ein italienischer Drehbuchautor und Filmregisseur.

## Leben
Boccacci schrieb in den 1960er Jahren die Drehbücher zu vier Filmen und führte bei einem fünften nach eigenem Drehbuch unter dem Pseudonym Anthony Kristye auch Regie.

## Filmografie
- 1960: Aufstand der Söldner (La rivolta dei mercenari)
- 1961: Capitani di ventura
- 1963: Die Beste von Schloß Monte Christo (Metempsyco) (auch Regie)
- 1964: Adolescenti al sole
- 1967: Sein Wechselgeld ist Blei (I giorni della violenza)